# Megara (Attika)
Megara (görögül: Μέγαρα, ógörög Megara, újgörög Mégara) ősi város Görögországban, Attika régióban (περιφέρειες, perifériesz), Nyugat-Attika prefektúrában (νομοί, nomoi), a Szaronikosz-öböl partján, átellenben Szalamisz szigetével. (Ez utóbbi sokáig Megarához tartozott, mielőtt Athén foglalta el.)
Lakossága 28 195 (2001-es adat). Megara közigazgatásához tartozik Kineta város.
Az ókorban Megara egyike volt Attika négy kerületének, amelyeket az elűzött athéni király II. Pandión négy fia nevéhez kötöttek (Megara uralkodója Niszosz volt).
Ma Athén külvárosa, a görög fővárostól 42 kilométerre nyugat-északnyugati irányban. A Proasztikosz elővárosi vasút köti össze Athénnel, illetve főút a fővárossal, a Peloponnészoszi-félszigettel és Görögország nyugati részével. Mielőtt az 1960-as és az 1970-es években nagy iramot vettek a lakásépítések, Megara és környéke jellemzően mezőgazdasági terület volt. A város a Megarisz síkságon terül el.

## Története

### Gyarmatai
A történelmi időkben Megara kezdetben Korinthosz függő területe volt. Ebben az időszakban alapították megarai gyarmatosok Megara Hübleiát, egy kis poliszt a szicíliai Szürakuszaitól északra. Miután Megara sikeres függetlenségi háborút vívott Korinthosz ellen, a megaraiak megalapították Bizáncot (Kr. e. 667-ben) és Khalkédónt.

### Peloponnészoszi háború
A peloponnészoszi háborúban (Kr. e. 431 – 404) Megara Spárta szövetségese volt.

### Híres megaraiak
A legnevesebb ókori megarai Büzasz volt, Bizánc (görögül Βυζάντιο, a későbbi Konstantinápoly, illetve Isztambul) megalapítója.
Megarából származott a 6. századi költő, Theognisz is.
Szent Jeromos 409-ben a következőt jegyezte fel a megaraiakrók, akik híresek voltak arról, hogy szeretnek templomokat építeni: „Van a megaraiakról egy közmondás… Úgy építkeznek, mintha örökké élnének, és úgy élnek, mintha holnap meghalnának.” (CXXIII. levél 15.)

## Környéke
Megarától három kilométerre található a kis Pakhi település, amely halvendéglőiről híres és szerte Görögországból vonzza a látogatókat.Megara keleti szomszédvárosa Nea Peramosz, a nyugati Kakia Szkala. Megarától délre található egy katonai repülőtér és a Megarai-öböl.

## Sport
Megarán halad keresztül a Spartathlon ultramaratoni futóverseny útvonala.

## Külső hivatkozások
- http://www.megara.gr/
- http://www.megara.org/ Archiválva 2007. szeptember 29-i dátummal a Wayback Machine-ben – Megara hivatalos honlapjai